# 하이난 항공의 운항 노선
하이난 항공은 다음과 같은 노선을 운항하고 있다.

## 운항 노선

### 아시아

#### 동아시아
- 대한민국
  - 서울 - 인천국제공항[2]
- 중화인민공화국
  - 베이징
    - 베이징 - 베이징 서우두 국제공항 허브

  - 상하이
    - 상하이 푸둥 국제공항
    - 상하이 훙차오 국제공항

  - 간쑤성
    - 둔황 - 둔황 공항
    - 란저우 - 란저우 중촨 국제공항
    - 칭양 - 칭양 공항

  - 광둥성
    - 광저우 - 광저우 바이윈 국제공항 포커스 시티
    - 산터우 - 산터우 와샤 공항
    - 선전 - 선전 바오안 국제공항 포커스 시티
    - 잔장 - 잔장 공항

  - 광시 좡족 자치구
    - 구이린 - 구이린 량장 국제공항
    - 난닝 - 난닝 우수 국제공항

  - 구이저우성
    - 구이양 - 구이양 롱동바오 국제공항

  - 네이멍구 자치구
    - 후허하오터 - 후허하오터 바이타 국제공항 포커스 시티
    - 만저우리 - 만저우리 공항
    - 바오터우 - 바오터우 공항
    - 우하이 - 우하이 공항
    - 우한하오터 - 우한하오터 공항
    - 츠펑 - 츠펑 공항
    - 하이라얼 - 하이라얼 동산 공항

  - 닝샤 성
    - 인촨 - 인촨 허동 공항

  - 랴오닝성
    - 다롄 - 다롄 저우수이쯔 국제공항
    - 선양 - 선양 타오셴 국제공항

  - 산둥성
    - 지난 - 지난 야오창 국제공항
    - 칭다오 - 칭다오 자오동 국제공항
    - 둥잉 - 둥잉 공항
    - 웨이팡 - 웨이팡 공항

  - 산시성
    - 시안 - 시안 셴양 국제공항 허브
    - 타이위안 -타이위안 우수 국제공항 허브
    - 다퉁 - 다퉁 공항
    - 안캉 - 안캉 공항
    - 옌안 - 옌안 공항
    - 위린 - 위린 공항
    - 창즈 - 창즈 원쿤 공항
    - 한중 - 한중 공항

  - 쓰촨성
    - 청두
      - 청두 솽류 국제공항
      - 청두 톈푸 국제공항

  - 신장 위구르 자치구
    - 우루무치 - 우루무치 디워푸 국제공항 허브
    - 카슈가르 - 카슈가르 공항

  - 안후이성
    - 허페이 - 허페이 신차오 국제공항

  - 운남 성
    - 쿤밍 - 쿤밍 창수이 국제공항

  - 장쑤성
    - 난징 - 난징 루커우 국제공항
    - 쉬저우 - 숴저우 공항
    - 옌청 - 옌청 공항

  - 장시성
    - 난창 - 난창 창베이 국제공항

  - 지린성
  - 저장성
    - 닝보 - 닝보 리서 국제공항 허브
    - 창춘 - 창춘 룽자 국제공항
    - 항저우 - 항저우 샤오산 국제공항
    - 원저우 - 원저우 영창 공항
    - 충칭 - 충칭 장베이 국제공항 포커스 시티

  - 칭하이성
    - 시닝 - 시닝 카오지아부 공항

  - 톈진
    - 톈진 - 톈진 빈하이 국제공항 허브

  - 티베트
    - 라싸 - 라싸 공가 공항

  - 푸젠성
    - 샤먼 - 샤먼 가오치 국제공항
    - 푸저우 - 푸저우 창러 국제공항
    - 취안저우 - 취안저우 진장 공항

  - 하이난성
    - 싼야 - 싼야 피닉스 국제공항 허브
    - 하이커우 - 하이커우 메이란 국제공항 허브

  - 허난성
    - 정저우 - 정저우 신정 국제공항 포커스 시티
    - 창사 - 창사 황화 국제공항 포커스 시티

  - 허베이성
    - 스자좡 - 스자좡 정딩 국제공항
    - 우한 - 우한 톈허 국제공항 포커스 시티
    - 앤쉬 - 앤쉬 공항
    - 이창 - 이창 공항

  - 헤이룽장성
    - 하얼빈 - 하얼빈 타이핑 국제공항
    - 자무쓰 - 자무쓰 공항
    - 치치하얼 - 치치하얼 공항
- 마카오
  - 마카오 - 마카오 국제공항
- 일본
  - 도쿄
    - 하네다 국제공항
    - 나리타 국제공항

  - 오사카 - 간사이 국제공항
- 대만
  - 타이베이
    - 타이완 타오위안 국제공항
    - 타이베이 쑹산 공항

#### 동남아시아
- 베트남
  - 하노이 - 노이바이 국제공항
  - 나트랑 - 깜라인 국제공항
  - 다낭 - 다낭 국제공항
- 싱가포르
  - 싱가포르 - 싱가포르 창이 국제공항
- 인도네시아
  - 덴파사르 - 응우라라이 국제공항
- 캄보디아
  - 시아누크빌 - 시아누크빌 국제공항
- 태국
  - 방콕 - 수완나품 국제공항
  - 치앙마이 - 치앙마이 국제공항
  - 파타야 - 우타파오 국제공항
  - 푸껫 - 푸껫 국제공항

#### 남아시아
- 몰디브
  - 말레 - 말레 국제공항

#### 서남아시아
- 이스라엘
  - 텔아비브 - 벤구리온 국제공항

#### 중앙아시아
- 카자흐스탄
  - 알마티 - 알마티 국제공항

### 유럽

#### 서유럽
- 영국
  - 런던 - 런던 히드로 국제공항
  - 멘체스터 - 맨체스터 공항
  - 에든버러 - 에든버러 공항
- 프랑스
  - 파리 - 파리 샤를 드 골 국제공항
- 아일랜드
  - 더블린 - 더블린 국제공항
- 벨기에
  - 브뤼셀 - 브뤼셀 국제공항

#### 중유럽
- 스위스
  - 취리히 - 취리히 국제공항
- 오스트리아
  - 빈 - 빈 국제공항

#### 남유럽
- 스페인
  - 마드리드 - 마드리드 바하라스 국제공항
- 이탈리아
  - 로마 - 레오나르도 다 빈치 국제공항

#### 동유럽
- 러시아
  - 모스크바 - 셰레메티예보 국제공항
  - 상트페테르부르크 - 풀코보 국제공항
  - 이르쿠츠크 - 이르쿠츠크 공항
- 체코
  - 프라하 - 프라하 바츨라프 하벨 국제공항

#### 북유럽
- 노르웨이
  - 오슬로 - 오슬로 가르데르모엔 국제공항

### 아메리카

#### 북아메리카
- 미국
  - 뉴욕 – 존 F. 케네디 국제공항
  - 라스베가스 - 매캐런 국제공항
  - 로스앤젤레스 – 로스앤젤레스 국제공항
  - 보스턴 – 보스턴 로건 국제공항
  - 산호세 – 산호세 국제공항
  - 시애틀 – 시애틀 터코마 국제공항
  - 시카고 – 시카고 오헤어 국제공항
- 캐나다
  - 밴쿠버 – 밴쿠버 국제공항
  - 캘거리 – 캘거리 국제공항
  - 토론토 – 토론토 피어슨 국제공항
- 멕시코
  - 멕시코시티 – 멕시코시티 국제공항
  - 티후아나 – 티후아나 국제공항

### 오세아니아
- 뉴질랜드
  - 오클랜드 - 오클랜드 국제공항
- 오스트레일리아
  - 시드니 – 시드니 킹스포드 스미스 국제공항
  - 멜버른 - 멜버른 공항
  - 브리즈번 – 브리즈번 공항
  - 케언스 – 케언스 공항

## 과거 취항지

### 아시아

#### 동아시아
- 대한민국
  - 부산 – 김해국제공항
  - 제주 – 제주국제공항
- 중화인민공화국
  - 스자좡 - 스자좡 정딩 국제공항
  - 허페이 - 허페이 신차오 국제공항
  - 둔황 - 둔황 공항
  - 라싸 - 라싸 공가 공항
  - 산터우 - 산터우 챠오산 공항
  - 안캉 – 안캉 공항
  - 옌청 - 옌청 공항
  - 울란하오터 - 울란하오터 공항
  - 위린 - 위린 유양 공항
  - 은시 - 은시 공항
  - 잔장 - 잔장 공항
  - 주하이 - 주하이 진완 공항
  - 취안저우 - 취안저우 진장 공항
  - 츠펑 - 츠펑 율롱 공항
  - 칭양 - 칭양 공항
  - 한중 - 한중 시관 공항
- 홍콩
  - 홍콩 – 홍콩 첵랍콕 국제공항
- 일본
  - 오키나와 – 나하 공항

#### 동남아시아
- 베트남
  - 호치민 시 - 떤선녓 국제공항
- 필리핀
  - 세부 – 막탄 세부 국제공항

#### 남아시아
- 인도
  - 콜카타 – 네타지 수바스 찬드라 보스 국제공항

#### 서남아시아
- 아랍에미리트
  - 아부다비 – 아부다비 국제공항
  - 두바이 – 두바이 국제공항

#### 중앙아시아
- 키르기스스탄
  - 비슈케크 – 마나스 국제공항

### 아프리카

#### 북아프리카
- 이집트
  - 카이로 – 카이로 국제공항

#### 서아프리카
- 앙골라
  - 루안다 – 콰트루 데 페베레이루 공항

#### 남아프리카
- 수단
  - 하르툼 – 하르툼 국제공항

### 유럽

#### 서유럽
- 영국
  - 버밍엄 - 버밍엄 공항 계절편
- 독일
  - 베를린 - 베를린 테겔 국제공항

#### 남유럽
- 세르비아
  - 베오그라드 – 베오그라드 니콜라 테슬라 국제공항
- 튀르키예
  - 이스탄불 – 아타튀르크 국제공항

#### 동유럽
- 러시아
  - 노보시비르스크 - 톨마쵸보 국제공항
  - 예카테린부르크 - 콜초보 국제공항
  - 크라스노야르스크 - 예밀야노보 국제공항
  - 치타 – 치타 카달라 국제공항
- 헝가리
  - 부다페스트 – 부다페스트 페리 헤지 국제공항